# 1981 a légi közlekedésben
Ez a lista az 1981-es év légi közlekedéssel kapcsolatos eseményeit tartalmazza.

## Események

### Április
- április 14-én visszatért az első űrrepülőgép, a Columbia STS–1 útján a földre John Young és Robert Crippen űrhajósokkal a fedélzetén.

### Május
- május – Az első sorozatgyártású F–117 Nighthawk tesztelés céljából szállítógépen megérkezik a Groom Lake bázisra.

### Július
- július 31., Marta Hill, Coclesito, Coclé tartomány. A Panamai Légierő FAP-205 lajstromjelű de Havilland Canada DHC–6 Twin Otter típusú repülőgépe eltűnik a radarokról. A gép roncsait később mentőcsapatok találják meg. A baleset oka ismeretlen. A gépen 5 utas és 2 fő személyzet volt, mindannyian életüket vesztetik.[1][2]

## Első felszállások
- június 18. – A 780-as számú, első sorozatgyártású F–117 Nighthawk felszáll az 51-es körzetben.
- december 18. – Tu–160 stratégiai bombázó